# After Sex (film, 2000)
Pour les articles homonymes, voir After Sex.
Pour plus de détails, voir Fiche technique et Distribution.
After Sex est un film américain réalisé par Cameron Thor, sorti en 2000.

## Synopsis
Kate réunit ses amies pour un week-end. Lors d'une excursion arrosée à Las Vegas, les cinq femmes rencontrent cinq hommes à la moralité douteuse.

## Fiche technique
- Titre : After Sex
- Réalisation : Cameron Thor
- Scénario : Thomas M. Kostigen
- Musique : Amotz Plessner
- Production : Tony Cataldo, Stephanie Jean Elmer, Randall Emmett, George Furla, David Glasser, Menahem Golan, Thomas M. Kostigen, John Meksat, Jeff Rice, Adam M. Stone et M. Dal Walton III
- Pays d'origine : États-Unis
- Format : Couleurs
- Genre : comédie dramatique
- Date de sortie : 2000

## Distribution
- Dan Cortese : John
- Virginia Madsen : Traci
- Maria Pitillo : Vicki
- Johnathon Schaech : Matt
- Brooke Shields : Kate
- D. B. Sweeney : Tony
- Stephanie Venditto : Janet
- Jon Polito : Naldo
- Drew Pinsky : Lui-même
- Adam Carolla : Lui-même